# Hellebecq
Hellebecq (nld. Hellebeek, wa. El Biek) – dzielnica (section) gminy Silly w Belgii, w Regionie Walońskim, w prowincji Hainaut, w okręgu Ath. 1 stycznia 2020 roku liczyła 1025 mieszkańców. Do 31 grudnia 1976 samodzielna gmina.

## Demografia
Liczba mieszkańców, stan na 1 stycznia:
| Rok                | 1910 | 1930 | 1947 | 1961 | 2020 |
| ------------------ | ---- | ---- | ---- | ---- | ---- |
| Liczba mieszkańców | 689  | 612  | 570  | 585  | 1025 |

## Transport
Przez teren dzielnicy przebiegają trasa europejska E429 oraz droga regionalna N7.